# روبرت مورلى
روبرت مورلى (بالإنجليزية: Robert Morley)‏ هو كاتب وكاتب سيناريو وممثل بريطاني (وحمل سابقاً جنسية المملكة المتحدة لبريطانيا العظمى وأيرلندا)، ولد في 26 مايو 1908 في المملكة المتحدة، وتوفي بنفس المكان في 3 يونيو 1992 بسبب سكتة.

## أعمال

### أفلام
- (1951) الملكة الإفريقية
- (1956) حول العالم في 80 يوما[8][9][10]
- (1963) قتل بعدو الفرس
- (1964) توبكابي
- (1965) جرائم الأبجدية
- (1965) جنكيز خان
- (1985) أليس في بلاد العجائب
- (1988) دوريت الصغيرة

## ترشيحات
- جائزة الأوسكار لأفضل ممثل مساعد (1938)

## وصلات خارجية
- روبرت مورلى على موقع IMDb (الإنجليزية)
- روبرت مورلى على موقع الموسوعة البريطانية (الإنجليزية)
- روبرت مورلى على موقع روتن توميتوز (الإنجليزية)
- روبرت مورلى على موقع ألو سيني (الفرنسية)
- روبرت مورلى على موقع أول موفي (الإنجليزية)
- روبرت مورلى على موقع قاعدة بيانات برودواي على الإنترنت (الإنجليزية)
- روبرت مورلى على موقع قاعدة بيانات الأفلام السويدية (السويدية)
- روبرت مورلى على موقع إن إن دي بي (الإنجليزية)
- روبرت مورلى على موقع ديسكوغز (الإنجليزية)
- روبرت مورلى على موقع قاعدة بيانات الفيلم (الإنجليزية)